# Complete Punk Singles Collection
Complete Punk Singles collection è un album della band hardcore punk The Exploited pubblicato nel 2005 dalla Captain OI!

## Tracce
1. Army Life
2. Fuck the Mods
3. Crashed Out
4. Exploited Barmy Army
5. I Believe in Anarchy
6. What You Gonna Do
7. Dogs of War
8. Blown to Bits (Live)
9. Dead Cities
10. Hitler's in the Charts Again
11. Class War
12. S.P.G. (Live)
13. Cop Cars (Live)
14. Attack
15. Alternative
16. Y.O.P.
17. Computers Don't Blunder
18. Addiction
19. Rival Leaders
20. Army Style
21. Singalongabushell
22. Jesus Is Dead
23. Politicians
24. Drug Squad
25. Privacy Invasion
26. War Now
27. United Chaos & Anarchy
28. Sexual Favours

## Formazione
- Wattie Buchan - voce
- Robbie Davidson - chitarra
- Irish Bob - basso
- Willie Buchan - batteria